# Mackerelmedia Fish
Mackerelmedia Fish é um jogo eletrônico para navegadores de 2020 com elementos experimentais de ARG desenvolvido por Nathalie Lawhead. O jogo apresenta temas e ambientações relacionados à Cibercultura dos anos 1990 e 2000 (seu nome é uma referência ao Macromedia Flash), em especial a perda de história digital devido a deprecações e á gradual corrupção de dados ao longo dos anos. Porções do jogo foram implementadas diretamente nos diretórios .htaccess abertos de um sítio eletrônico, enquanto outras porções guiam o jogador através de projetos artísticos anteriores de Lawhead, como por exemplo um programa chamado Electric Zine Maker.

## Desenvolvimento
De acordo com o sítio eletrônico da autora, muito do jogo foi criado com Tumult Hype, um programa de desenvolvimento para HTML5. Lawhead mencionou o desejo de criar algum contexto fictício para o Electric Zine Maker, e criou Mackerelmedia Fish com conexões a esse projeto e outros futuros. Ela também mencionou querer desenvolver um projeto interativo que fizesse uso de diretórios abertos há muito tempo. O projeto foi lançado como um programa de código aberto, atualmente hospedado no GitHub.

## Recepção
O jogo foi nomeado como um dos Jogos do Mês de abril de 2020 pela equipe do itch.io, que o definiram como "o ponto de entrada perfeito para jogos de realidade alternativa". Escrevendo para a Rock, Paper, Shotgun, Lauren Morton elogiou o jogo por sua 'esquisitice inteligente', chamando-o de "um portal de volta à minha infância, quando a internet era, se não menos estranha do que hoje, ao menos estranha de um modo diferente". Escrevedo para The Verge, Adi Robertson se referiu ao jogo como "uma ode estranhamente adorável a sítios eletrônicos moribundos". Resenhas tanto na revista PC Gamer quanto em The Verge compararam o jogo favoravelmente a Hypnospace Outlaw.